# أنيس فوزي قاسم
أنيس فوزي قاسم نزال (وُلد في عام 1939 في قلقيلية) خبير في القانون الدولي، ومؤسس الهيئة الفلسطينية المستقلة لحقوق المواطن.

## سيرته
أنهى المرحلة المدرسية فيها. تابع دراسته الجامعية وحصل على البكالوريوس في القانون من جامعة دمشق، ثم على درجة الماجستير في القانون المقارن من جامعة ميامي في الولايات المتحدة الأمريكية عام 1968م، والماجستير الثانية من جامعة جورج واشنطن عام 1970م، ثم على درجة الدكتوراه من نفس الجامعة في القانون الدولي عام 1973م.

## إنجازاته
احترف الدكتور أنيس القانون الدولي، واختير مستشاراً للوفد الفلسطيني في مؤتمر مدريد عام 1991م، ومفاوضات واشنطن، لكنه استقال قبل التوقيع على اتفاقية أوسلو احتجاجاً عليها.
وكان الدكتور أنيس عضواً في هيئة الدفاع الفلسطينية أمام محكمة العدل الدولية في قضية جدار الفصل العنصري. كما أسس الهيئة الفلسطينية المستقلة لحقوق المواطن.
ويرأس الدكتور أنيس مجلس إدارة صندوق العون القانوني للدفاع عن الأسرى الفلسطينيين، وهو محرر ومستشار : الكتاب السنوي الفلسطيني للقانون الدولي.
أنيس عضو مجلس الأمناء في منظمة القانون من أجل فلسطين وعضو مجلس أمناء جامعة بيرزيت، شغل منصب قاضٍ في المحكمة الإدارية لجامعة الدول العربية بين عامي 1981 و 1984.